# 竹頭角
竹頭角，是臺灣高雄市美濃區的一個傳統地域名稱，位於該區東北部。相較於今日行政區，其範圍大致包廣林里不含西南部凸出部分、興隆里不含西北端、廣德里不含西南部、中圳里東南端。

## 歷史
台灣日治初期，竹頭角地區為一街庄，稱為「竹頭角庄」，隸屬於港西上里。該庄北與十張犁庄為鄰，東與六龜里庄為鄰，東南邊與新威庄為鄰，南邊為龍肚庄、中壇庄，西邊為瀰濃庄，西北邊為月眉庄。
1901年（日治明治三十四年）11月，全台設置二十廳，該庄隸屬於蕃薯藔廳。1909年（明治四十二年）10月，合併二十廳為十二廳，該庄改隸屬於阿緱廳。1920年（大正九年），廢十二廳改設五州二廳，該庄改制為「竹頭角」大字，隸屬於高雄州旗山郡美濃街。
戰後美濃街改制為美濃鎮，隸屬於高雄縣，大字亦改制為里。1950年高、屏分治，美濃鎮仍隸屬於高雄縣。2010年12月25日，因高雄縣市合併，美濃鎮改制高雄市美濃區。

## 聚落
本地區發展較早的聚落有竹頭角、竹山溝、竹圍、九芎林等，在日治期初期的官方地圖上已有記載。

## 交通
- 鄉道高106線
- 鄉道高108線
- 鄉道高109線

## 學校
- 廣興國小

## 廟宇
- 朝元寺
- 千佛山福慧寺
- 羌仔寮石母宮